# Club des vétérans à Belgrade
Le club des vétérans (en serbe cyrillique : Ратнички дом ; en serbe latin : Ratnički dom) est situé à Belgrade, la capitale de la Serbie, dans la municipalité urbaine de Stari grad. Construit entre 1929 et 1939, il est inscrit sur la liste des biens culturels de la Ville de Belgrade.

## Présentation
Le club des vétérans, qui sert aujourd'hui de mess à l'armée serbe, situé 19 rue Braće Jugovića, est composé de deux ailes ; l'une a été construite entre 1929 et 1932 sur la rue Braće Jugovića et l'autre en 1939 sur les rues Simina, Francuska et Emilijana Joksimovića. L'édifice a été bâti sur le terrain de l'ancien Club cycliste que la municipalité de Belgrade offrit aux vétérans. Le club a été construit à l'issue d'un concours remporté par les architectes Živko Piperski et Jovan Jovanović ; il constitue l'une des dernières constructions importantes de Jovanović.
À l'origine, le club devait être un club social et, selon les témoignages contemporains, il a été conçu sur le modèle des clubs sociaux existant en Tchécoslovaquie et en Pologne. En revanche, après l'achèvement des travaux, de nombreuses associations vinrent s'y installer, comme l' Association des soldats de réserve et des vétérans, les Gardiens de l'Adriatique, l'Association des volontaires, l'association Sokol, la Société des amis de la France etc. Une partie du bâtiment fut réservée pour servir d'hôtel pour les personnes n'habitant pas Belgrade. La fonction d'hébergement fut accrue avec l'extension du club sur la rue Simina. L'utilisation actuelle de l'édifice respecte celle de son origine.
Sur le plan architectural, la façade principale du bâtiment du Club est un exemple d'architecture néoromantique de l'entre-deux-guerres belgradois ; toutes les autres façades ont été dessinées dans un style moderniste non ornemental.